# Olympiastraße

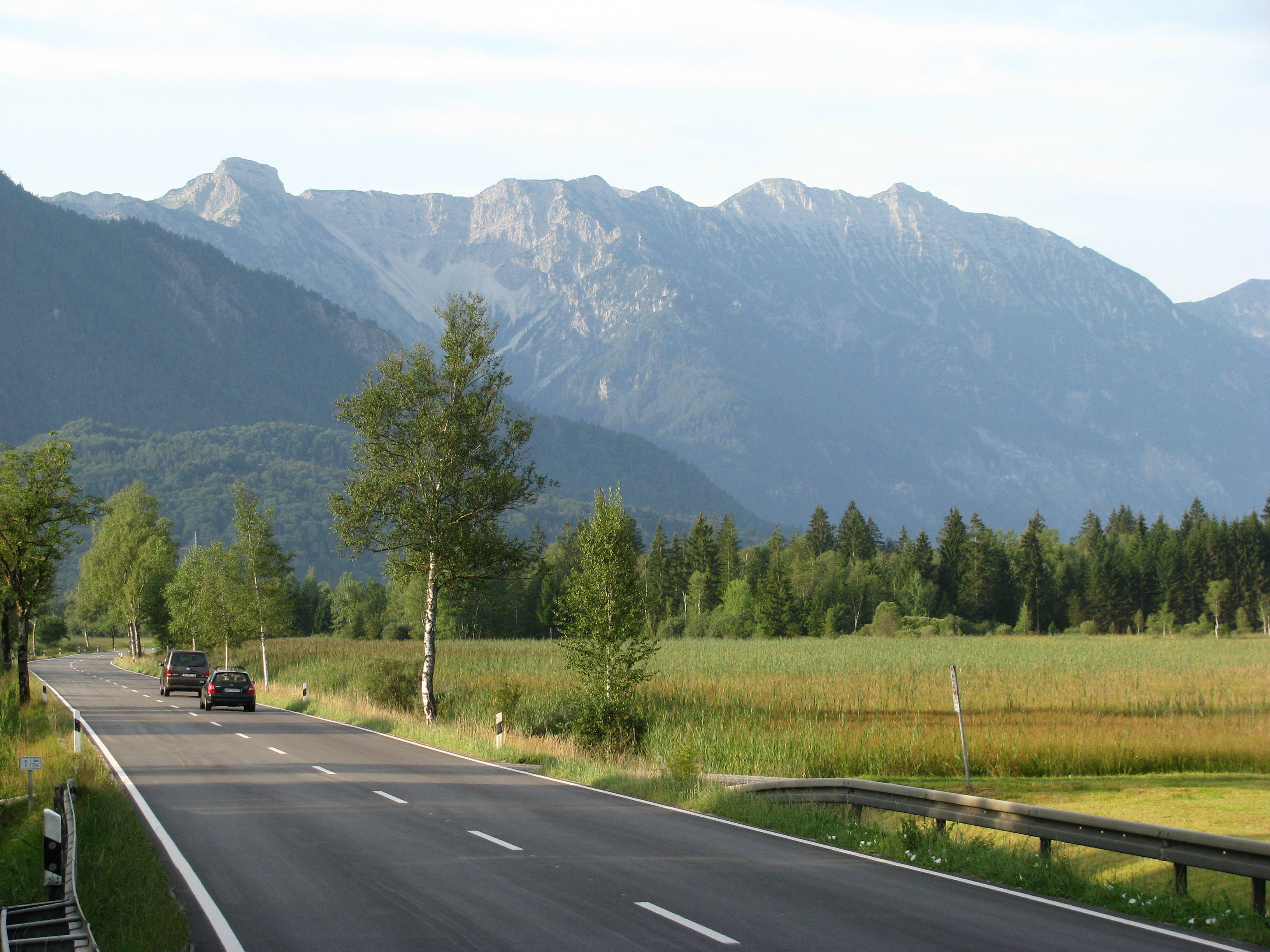
Olympiastraße im Murnauer Moos

Die Olympiastraße ist eine Verbindungsstraße zwischen München und Garmisch-Partenkirchen. Sie entspricht in ihrem Verlauf dem entsprechenden Abschnitt der Bundesstraße 2, die zwischen München und Starnberg durch die Bundesautobahnen A95 und A952 ersetzt ist.

## Geschichte
Die Olympiastraße entstand auf der Trasse einer historischen Verbindungsstraße, die von München aus über Starnberg, Weilheim, Murnau und Partenkirchen nach Innsbruck führte. Der Abschnitt zwischen Forstenried und Starnberg war 1910 eine der beiden am stärksten frequentierten Landstraßen in ganz Bayern. Die Verbindungsstraße von München nach Partenkirchen wurde 1934 Teil der als Reichsstraße 2 bezeichneten Fernverkehrsstraße. Anlässlich der Olympischen Winterspiele 1936 in Garmisch-Partenkirchen wurde die Straße ausgebaut und erhielt den Namen Olympiastraße. Dazu wurden „unübersichtliche Ortsdurchfahrten und schienengleiche Übergänge […] beseitigt, neue Brücken angelegt und verbreitert, Ortsdurchfahrten verbreitert oder neugepflastert, starke Krümmungen gestreckt und an vielen Stellen neue Fahrbahndecken geschaffen“. Am 20. Januar 1936 wurde sie mit einer Auto-Kolonne von München nach Garmisch-Partenkirchen feierlich eröffnet.
Nördlich der ersten Teilstrecke der Olympiastraße zwischen Mittersendling und Kreuzhof wurde die Oberlandsiedlung errichtet. Die mehrgeschossigen Wohnblöcke an ihrem Südrand sollten eine repräsentative architektonische Rahmung der Stadteinfahrt bilden. Eine geplante entsprechende Bebauung südlich der Olympiastraße wurde kriegsbedingt nicht mehr ausgeführt.
Bei Eschenlohe wurden für die Olympiastraße zwei Straßentunnel errichtet, die während des Zweiten Weltkriegs zu einem unterirdischen Rüstungswerk umgebaut wurden (U-Verlagerung mit dem Tarnnamen „Ente“).
Einen Engpass bildete die Ortsdurchfahrt durch den Ortskern von Forstenried auf der Forstenrieder Straße. Bereits anlässlich der Deutschen Verkehrsausstellung 1925 war geplant, eine Umgehungsstraße um Forstenried herumzuführen. Diese Pläne wurden nun wieder aufgegriffen. Das erste Teilstück der Forstenrieder Straße sollte geradlinig bis Schloss Fürstenried verlängert werden und erst dort nach Süden abschwenken statt bereits in Kreuzhof. Erdarbeiten für den Bau der Straße in dem Tapis vert in der zentralen Sichtachse des Schlosses begannen 1941, wurden dann aber kriegsbedingt eingestellt.
Nach der Gründung der Bundesrepublik Deutschland wurde die Reichsstraße 2 zur Bundesstraße 2. Von 1950 bis 1952 wurde die geplante Ortsumgehung Forstenrieds zwischen Kreuzhof und Unterdill verwirklicht. Dabei wurde in Kreuzhof ein Kreisverkehr mit etwa 60 Metern Durchmesser angelegt, von dem aus nach Norden die Fürstenrieder Straße und nach Südosten die Boschetsrieder Straße abging. Die Kreuzung mit der Verbindungsstraße zwischen Forstenried und Neuried wurde dagegen durch Ampeln gesteuert. Von 1964 bis 1967 wurde der Abschnitt der Olympiastraße zwischen München und Starnberg zur Bundesautobahn ausgebaut. Dabei entstanden an der Stelle dieser beiden Kreuzungen die Anschlussstellen Kreuzhof und Fürstenried.

## Verlauf
Der Straßenverlauf startet in München am Luise-Kiesselbach-Platz (Lage), der die Südwestecke des Mittleren Rings bildet. Vorbei an der Oberlandsiedlung und dem Waldfriedhof läuft die Straße als A95 in südwestlicher Richtung geradlinig auf Schloss Fürstenried zu und biegt erst unmittelbar vor diesem nach Süden ab. Somit bildet Schloss Fürstenried einen optischen Abschluss der ersten Teilstrecke nach Westen, während dieser Straßenabschnitt nach Osten auf die Türme der Frauenkirche ausgerichtet ist.
Die Straße durchquert den Forstenrieder Park, zweigt am Autobahndreieck Starnberg (Lage) als A952 nach rechts von der A95 ab und führt nach Starnberg (Lage). Der historische Verlauf vor dem Ausbau der Autobahn folgte zwischen Oberdill und Percha dem der jetzigen St2065.
Von Starnberg aus führt die Olympiastraße als B2 westlich des Starnberger Sees nach Weilheim (Lage) und Murnau (Lage) und von dort entlang des Murnauer Mooses und durch das Loisachtal nach Garmisch-Partenkirchen (Lage).
Der Verlauf der A95 auf Münchner Stadtgebiet wird nur inoffiziell als Olympiastraße bezeichnet. Streckenabschnitte der St2065 in Wangen und der B2 zwischen Starnberg und Weilheim, in Spatzenhausen, in Murnau und in Eschenlohe sowie das Endstück vor dem Bahnhof Garmisch-Partenkirchen führen den offiziellen Straßennamen Olympiastraße.

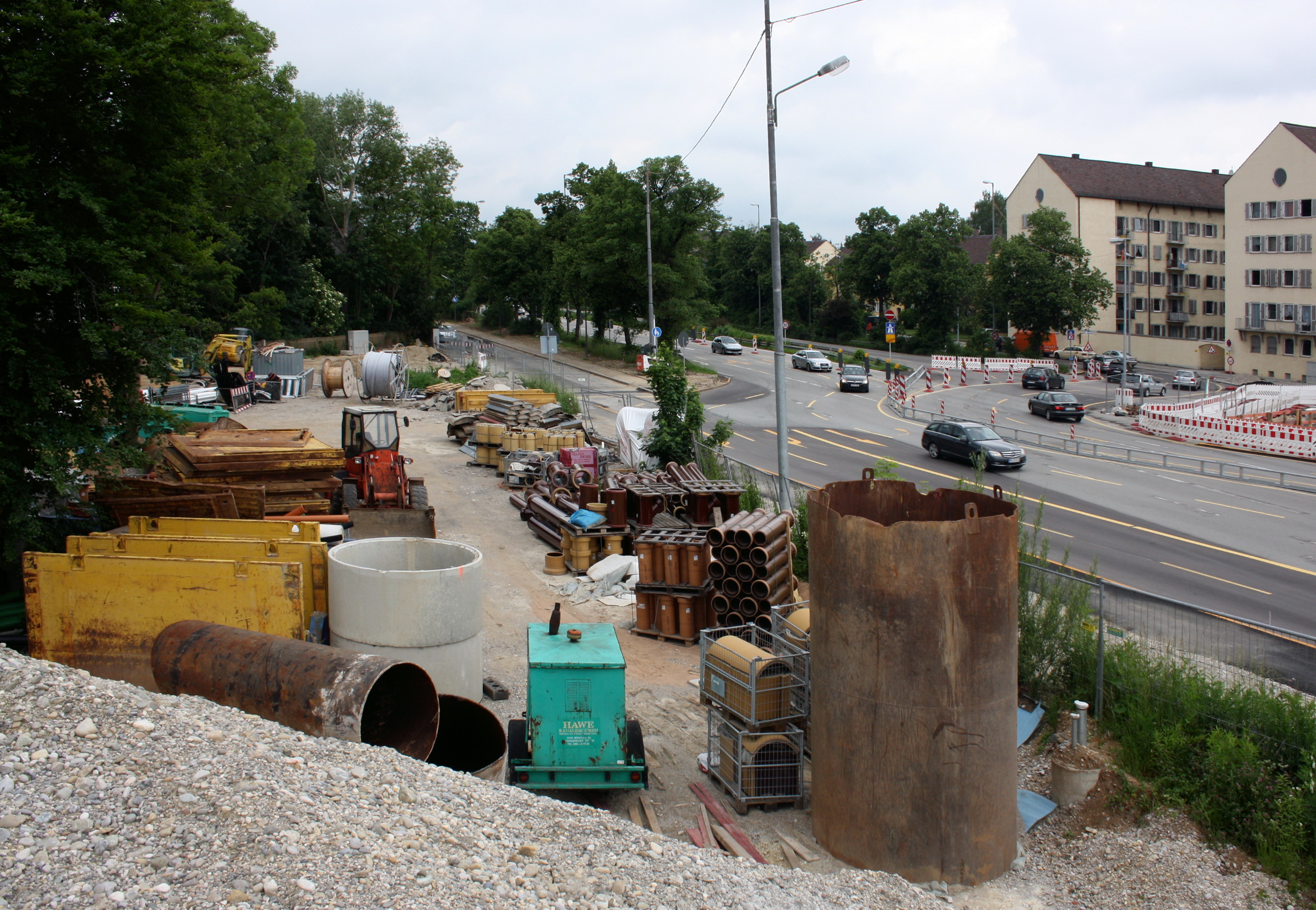
Anfang der Olympiastraße in München
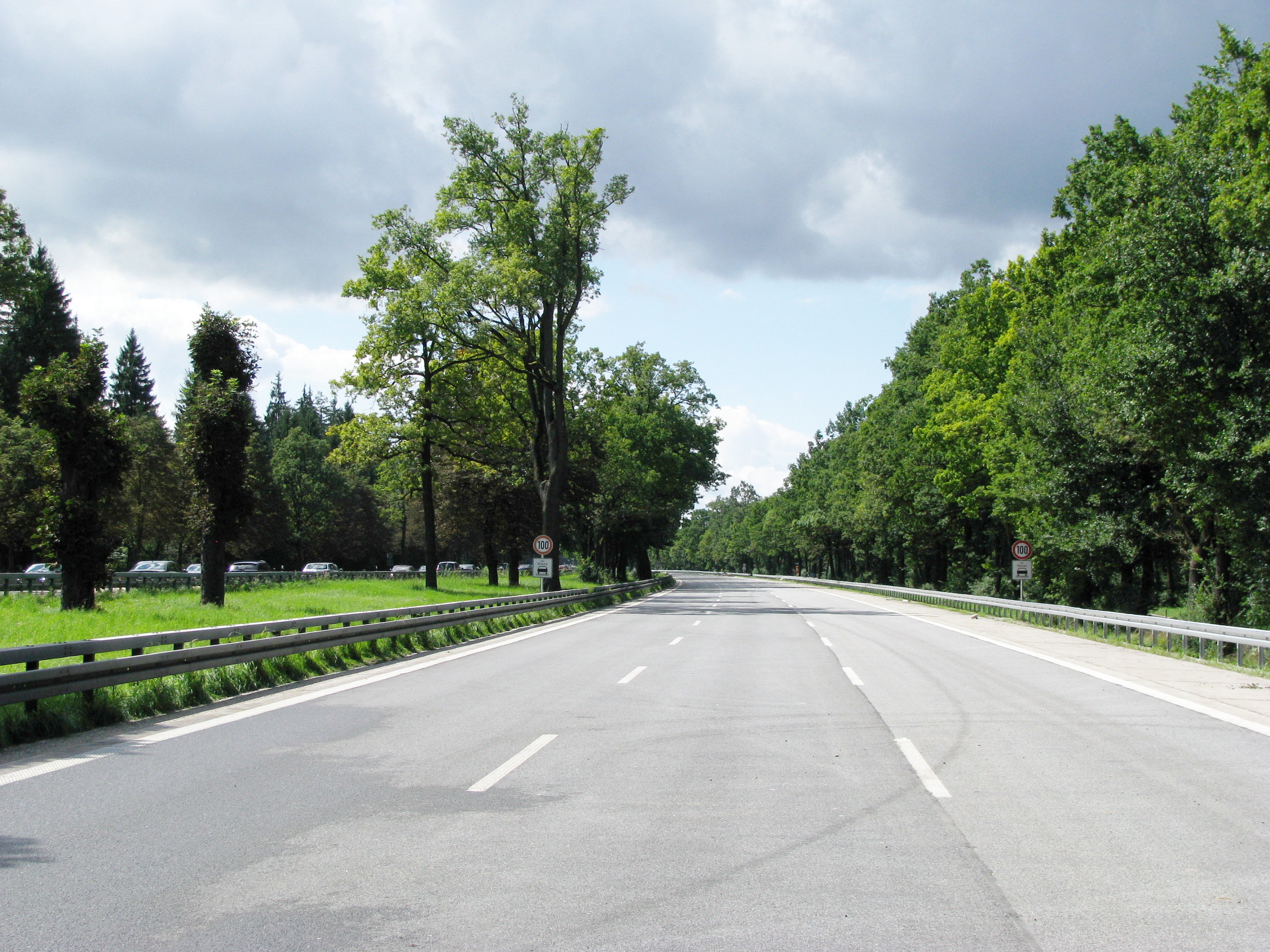
A95 im Forstenrieder Park
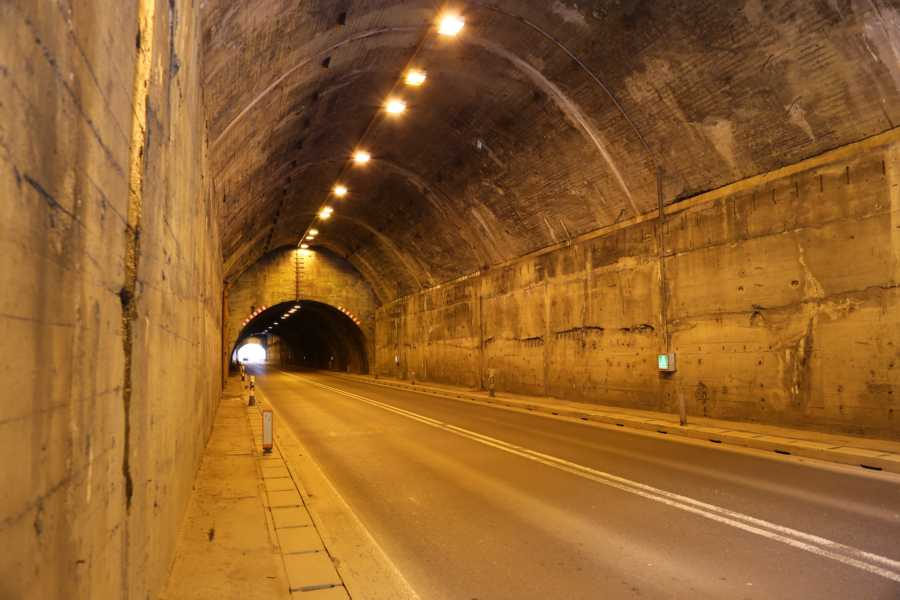
Straßentunnel bei Eschenlohe
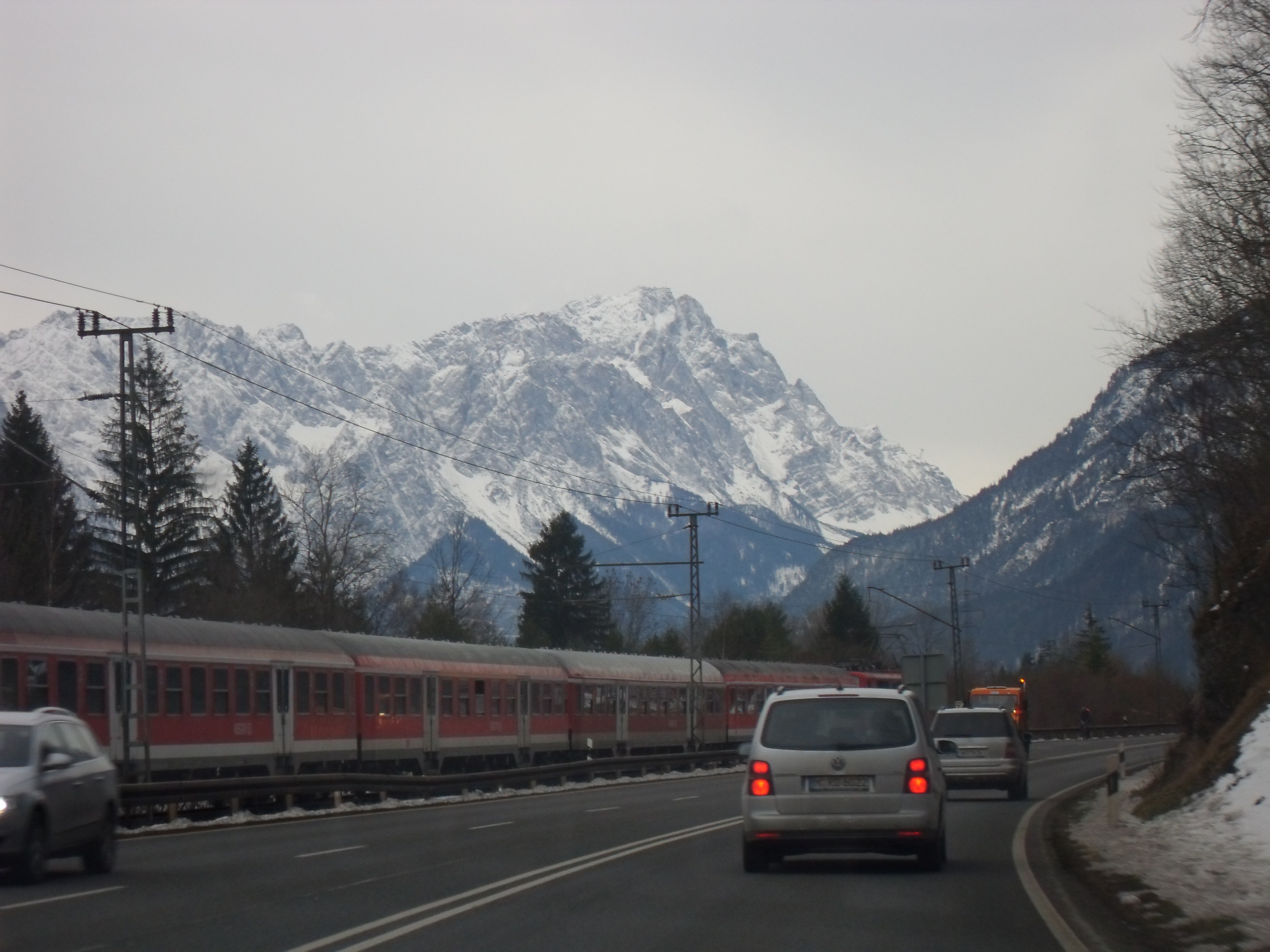
B2 im Loisachtal
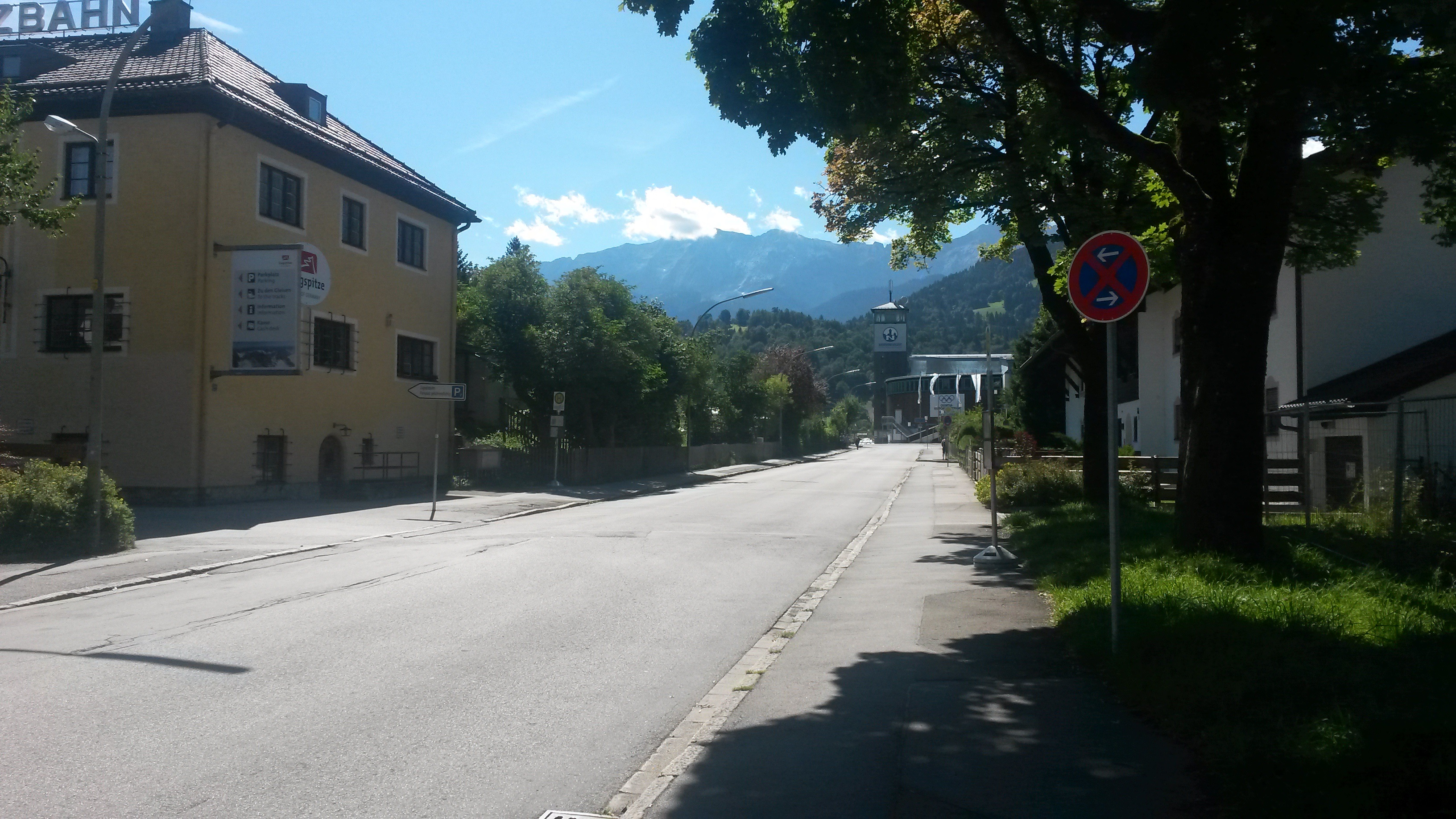
Ende der Olympiastraße in Garmisch